# Can Boada de les Parentes
Can Boada de les Parentes és una masia del municipi de Viladecavalls (Vallès Occidental) protegida com a bé cultural d'interès local.

## Descripció
És una masia de planta quadrangular amb diversos cossos annexos de diferents èpoques. El cos més antic conserva una finestra de finals del gòtic. El cos més modern està decorat amb ceràmica vidriada. Conserva uns grans cellers amb algunes bótes.